# Franz K. Stanzel
Franz Karl Stanzel (Molln, 1923. augusztus 4. – 2023. október 17.) osztrák anglicista és irodalomtudós.
Stanzel gráci egyetemi tanulmányai után Göttingenben doktorált 1955-ben. 1959-től az erlangeni egyetemen tanított, majd 1962-től ismét Grazban.
Az 1950-es évektől kezdve Stanzel az elbeszélői perspektíva elemzését megkönnyítő rendszerezésen dolgozott. "Az elbeszélői szituációk tipológiája" című munkáját (számtalan kritika ellenére) az egyetemi bevezető szemináriumokon és előadásokon a germanisták máig használják ill. hivatkoznak rá. Az 1990-es évek óta a francia elbeszéléskutató Gérard Genette elbeszélésmodellje konkurens elméletként egyre fontosabbá vált.